# Bisdom Kericho
Het bisdom Kericho (Latijn: Dioecesis Kerichoensis) is een rooms-katholiek bisdom met als zetel Kericho, in Kenia. Het bisdom is suffragaan aan het aartsbisdom Nairobi. 

## Geschiedenis
Het bisdom werd opgericht op 6 december 1995, uit delen van het bisdom Nakuru.

## Parochies
Het bisdom had in 2021 een oppervlakte van 4.800 km2 en telde 1.823.680 inwoners waarvan 15,4% rooms-katholiek was.

## Bisschoppen
- Philip Arnold Subira Anyolo (6 december 1995 - 22 maart 2003)
- Emmanuel Okombo Wandera (22 maart 2003 - 14 december 2019)
- Alfred Kipkoech Arap Rotich (14 december 2019 - heden)